# Punktmarkering
Punktmarkering är en sportterm i lagsporter som innebär att man koncentrerar sig på att markera en viss spelare i motståndarlaget. Detta används för att neutralisera en viktig spelare i det andra laget. Ofta innebär det att man hela tiden har en spelare som befinner sig nära den motståndare man vill punktmarkera. Man försöker störa spelaren på olika sätt. Dels kan man försöka hindra bollen från att komma till spelaren, eller åtminstone begränsa spelarens möjligheter att enkelt spela bollen vidare. Man kan även punktmarkera för att störa och irritera motståndaren, antingen genom tjuvnyp och andra fula tilltag eller genom att verbalt försöka få spelaren ur balans. Om en spelare i det egna laget blir punktmarkerad kan man försöka utnyttja detta genom att försöka använda de ytor som blir fria. Lag som har en specifik spelare som är en viktig del av deras spelidé är ofta beredda på att motståndarna kommer att försöka störa den spelaren genom punktmarkering.
I vissa sporter, exempelvis handboll, finns det regler för hur man får göra detta. Bland annat är det helt förbjudet i vissa åldersklasser. I andra sporter, exempelvis bandy, är det helt förbjudet och ska bestraffas av domaren.
Nicklas Carlsson är en fotbollsspelare som blivit känd för att vara duktig på just punktmarkering.